# غيردا هولمز
غيردا هولمز (بالإنجليزية: Gerda Holmes)‏ هي ممثلة أمريكية، ولدت في 2 أبريل 1891 في شيكاغو في الولايات المتحدة، وتوفي بنفس المكان في 11 أكتوبر 1943.

## وصلات خارجية
- غيردا هولمز على موقع IMDb (الإنجليزية)
- غيردا هولمز على موقع قاعدة بيانات الفيلم (الإنجليزية)